# 第1次若槻内閣
第1次若槻内閣（だいいちじ わかつきないかく）は、内閣総理大臣臨時代理、内務大臣の若槻禮次郎が第25代内閣総理大臣に任命され、1926年（大正15年）1月30日から1927年（昭和2年）4月20日まで続いた日本の内閣。

## 閣僚の顔ぶれ・人事
国務大臣
1926年（大正15年）1月30日任命。在職日数446日。
| 職名 | 代 | 氏名       | 氏名 | 出身等                        | 特命事項等       | 備考                                 |
| --- | -- | ---------- | ---- | ----------------------------- | ---------------- | ------------------------------------ |
| 内閣総理大臣 | 25 | 若槻禮次郎 |      | 貴族院 憲政会                 | 内務大臣兼任     | 憲政会総裁                           |
| 外務大臣 | 38 | 幣原喜重郎 |      | 外務省 男爵                   |                  | 留任                                 |
| 内務大臣 | 36 | 若槻禮次郎 |      | 貴族院 憲政会                 | 内閣総理大臣兼任 | 留任 1926年6月3日免兼 憲政会総裁     |
| 内務大臣 | 37 | 濱口雄幸   |      | 衆議院 憲政会                 |                  | 1926年6月3日任                       |
| 大蔵大臣 | 25 | 濱口雄幸   |      | 衆議院 憲政会                 |                  | 留任 1926年6月3日免                  |
| 大蔵大臣 | 26 | 早速整爾   |      | 衆議院 憲政会                 |                  | 1926年6月3日任 1926年9月13日死亡欠缺 |
| 大蔵大臣 | 27 | 片岡直温   |      | 衆議院 憲政会                 |                  | 1926年9月14日任                      |
| 陸軍大臣 | 17 | 宇垣一成   |      | 陸軍中将 （陸大14期）         |                  | 留任                                 |
| 海軍大臣 | 11 | 財部彪     |      | 海軍大将 （海兵15期）         |                  | 留任                                 |
| 司法大臣 | 30 | 江木翼     |      | 貴族院 憲政会                 |                  | 留任                                 |
| 文部大臣 | 34 | 岡田良平   |      | 貴族院 無所属 （無所属団）    |                  | 留任                                 |
| 農林大臣 | 3  | 早速整爾   |      | 衆議院 憲政会                 |                  | 留任 1926年6月3日免                  |
| 農林大臣 | 4  | 町田忠治   |      | 衆議院 憲政会                 |                  | 初入閣 1926年6月3日任                |
| 商工大臣 | 3  | 片岡直温   |      | 衆議院 憲政会                 |                  | 留任 1926年9月14日免                 |
| 商工大臣 | 4  | 藤沢幾之輔 |      | 衆議院 憲政会                 |                  | 初入閣 1926年9月14日任               |
| 逓信大臣 | 30 | 安達謙藏   |      | 衆議院 憲政会                 |                  | 留任                                 |
| 鉄道大臣 | 5  | 仙石貢     |      | 衆議院 憲政会                 |                  | 留任 1926年6月3日免                  |
| 鉄道大臣 | 6  | 井上匡四郎 |      | 貴族院 無所属 （研究会） 子爵 |                  | 初入閣 1926年6月3日任                |
| 1. 辞令のある留任は個別の代として記載し、辞令のない留任は記載しない。 2. 臨時代理は、大臣空位の場合のみ記載し、海外出張時等の一時不在代理は記載しない。 3. 代数は、臨時兼任・臨時代理を数えず、兼任・兼務は数える。 |    |            |      |                               |                  |                                      |

内閣書記官長・法制局長官
1926年（大正15年）1月30日任命。
| 職名 | 代 | 氏名     | 氏名 | 出身等 | 特命事項等 | 備考 |
| --- | -- | -------- | ---- | ------ | ---------- | ---- |
| 内閣書記官長 | 27 | 塚本清治 |      | 内務省 |            | 留任 |
| 法制局長官 | 24 | 山川端夫 |      | 外務省 |            | 留任 |
| 1. 辞令のある留任は個別の代として記載し、辞令のない留任は記載しない。 2. 臨時代理は、大臣空位の場合のみ記載し、海外出張時等の一時不在代理は記載しない。 3. 代数は、臨時兼任・臨時代理を数えず、兼任・兼務は数える。 |    |          |      |        |            |      |

政務次官
1926年（大正15年）1月30日任命。
| 職名         | 氏名       | 出身等                         | 備考                      |
| ------------ | ---------- | ------------------------------ | ------------------------- |
| 外務政務次官 | 矢吹省三   | 貴族院／無所属（公正会）／男爵 | 留任                      |
| 内務政務次官 | 俵孫一     | 衆議院／憲政会                 | 留任                      |
| 大蔵政務次官 | 武内作平   | 衆議院／憲政会                 | 留任                      |
| 陸軍政務次官 | 水野直     | 貴族院／無所属（研究会）／子爵 | 留任                      |
| 海軍政務次官 | 井上匡四郎 | 貴族院／無所属（研究会）／子爵 | 留任 1926年6月3日免       |
| 海軍政務次官 | （欠員）   | （欠員）                       | 1926年6月5日まで          |
| 海軍政務次官 | 降旗元太郎 | 衆議院／憲政会                 | 1926年6月5日任            |
| 司法政務次官 | 本田恒之   | 衆議院／憲政会                 | 留任                      |
| 文部政務次官 | 鈴置倉次郎 | 衆議院／憲政会                 | 留任 1926年5月6日死亡欠缺 |
| 文部政務次官 | （欠員）   | （欠員）                       | 1926年6月5日まで          |
| 文部政務次官 | 田中善立   | 衆議院／憲政会                 | 1926年6月5日任            |
| 農林政務次官 | 小山松寿   | 衆議院／憲政会                 | 留任                      |
| 商工政務次官 | 柵瀬軍之佐 | 衆議院／憲政会                 | 留任                      |
| 逓信政務次官 | 頼母木桂吉 | 衆議院／憲政会                 | 留任                      |
| 鉄道政務次官 | （欠員）   | （欠員）                       | 1926年6月5日まで          |
| 鉄道政務次官 | 佐竹三吾   | 衆議院／憲政会                 | 1926年6月5日任            |

参与官
1926年（大正15年）1月30日任命。
| 職名       | 氏名       | 出身等                                   | 備考                |
| ---------- | ---------- | ---------------------------------------- | ------------------- |
| 外務参与官 | 永井柳太郎 | 衆議院／憲政会                           | 留任                |
| 内務参与官 | 鈴木富士彌 | 衆議院／憲政会                           | 留任                |
| 大蔵参与官 | 三木武吉   | 衆議院／憲政会                           | 留任 1927年2月2日免 |
| 大蔵参与官 | （欠員）   | （欠員）                                 | 1927年2月5日まで    |
| 大蔵参与官 | 中野正剛   | 衆議院／憲政会                           | 留任 1927年2月5日任 |
| 陸軍参与官 | 溝口直亮   | 貴族院／予備役陸軍少将（陸大20期）／伯爵 | 留任                |
| 海軍参与官 | 伊東二郎丸 | 貴族院／無所属（研究会）／子爵           | 留任                |
| 司法参与官 | 八並武治   | 衆議院／憲政会                           | 留任                |
| 文部参与官 | 山道襄一   | 衆議院／憲政会                           | 留任                |
| 農林参与官 | 高田耘平   | 衆議院／憲政会                           | 留任                |
| 商工参与官 | 野村嘉六   | 衆議院／憲政会                           | 留任                |
| 逓信参与官 | 川崎克     | 衆議院／憲政会                           | 留任                |
| 鉄道参与官 | 古屋慶隆   | 衆議院／憲政会                           | 留任                |

勢力早見表
※ 内閣発足当初（前内閣の事務引継は除く）。
| 出身     | 国務大臣 | 政務次官 | 参与官 | その他                   |
| -------- | -------- | -------- | ------ | ------------------------ |
| 憲政会   | 8        | 7        | 11     |                          |
| 研究会   | 0        | 2        | 0      |                          |
| 公正会   | 0        | 1        | 0      |                          |
| 無所属団 | 1        | 0        | 0      |                          |
| 軍部     | 2        | 0        | 0      |                          |
| 官僚     | 1        | 0        | 0      | 内閣書記官長、法制局長官 |
| 欠員     | 0        | 1        | 0      |                          |
|          | 12       | 11       | 11     |                          |

## 内閣の動き

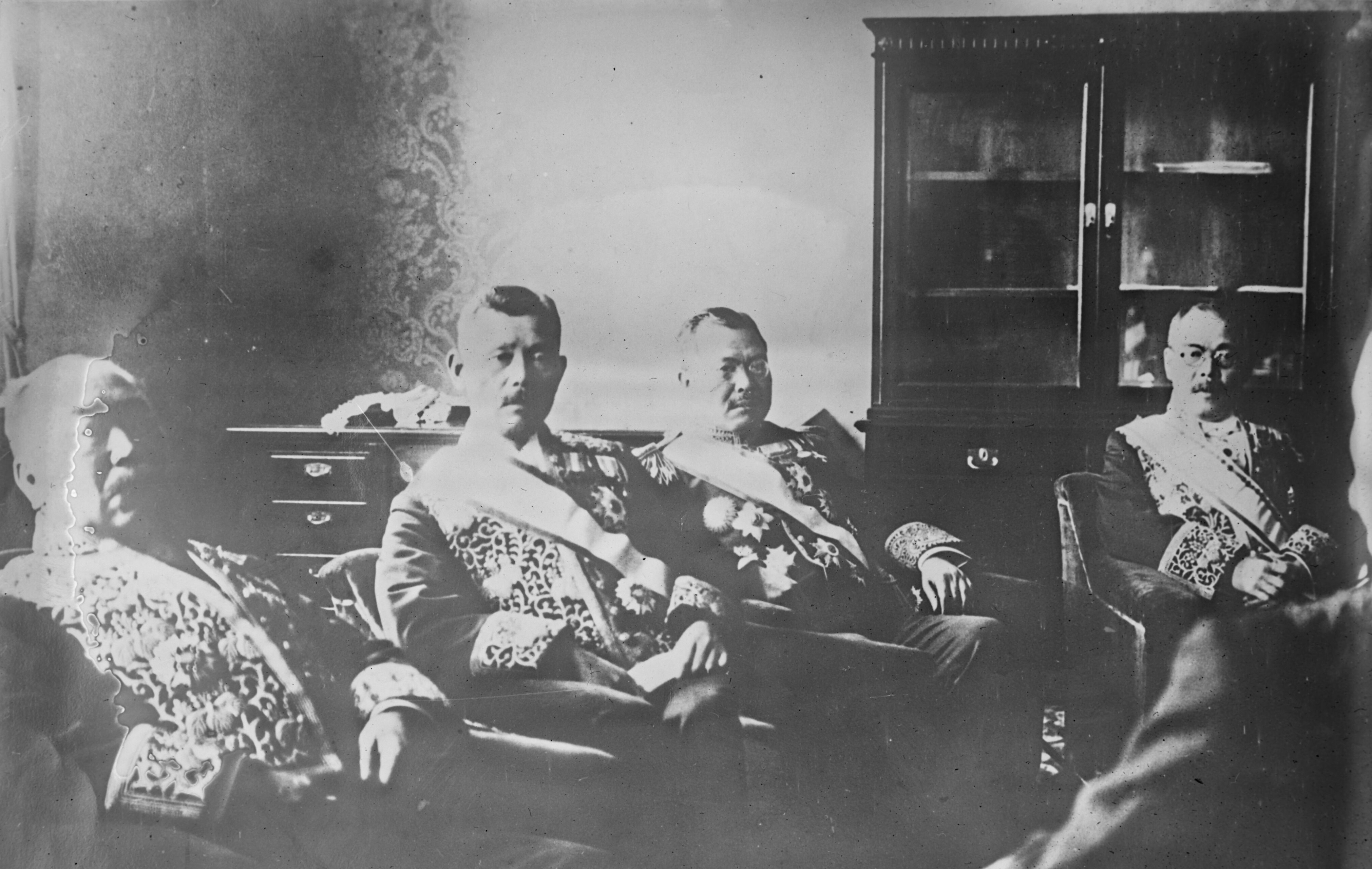
帝国議会開院式に際しての閣僚たち。左から片岡直温蔵相、若槻禮次郎首相、幣原喜重郎外相、江木翼法相

1926年1月28日、加藤高明首相が在職のまま死去したのを受けて、若槻礼次郎内相が後を継ぐ形で1月30日に大命降下。全閣僚を再任させたうえで、政権発足した。
加藤内閣は、組閣当初は立憲政友会との大連立（護憲三派）であったが、任期途中に政友会が政権を離脱して以降は憲政会単独の少数内閣になっており、若槻内閣も、政友会、政友本党との三党鼎立状態の中での政権運営を余儀なくされ、他党との連携による行政処理に終始することとなった。
更に、加藤内閣で成立した普通選挙法により、次期総選挙から選挙権の納税額の制限が撤廃されることから、各党間における政治家のスキャンダル合戦が熱を帯びた。この年の3月以降、松島遊郭疑獄において各党政治家に汚職疑惑がかけられ、若槻首相も事情聴取を受ける。また、陸軍機密費横領問題においては、野党政友会の田中義一総裁も追及を受けた。若槻内閣は、同年の通常国会は政友本党の協力を得て乗り切るが、内閣改造による政友本党の連立入り、あるいは同党の床次竹二郎総裁への禅譲は、交渉が不調に終わる。更に7月29日、朴烈怪写真事件が発生。大逆犯に対して官憲が便宜を図っていた疑惑であり、9月に入ると政友本党が憲政会と袂を別って、本件を若槻内閣の恩赦大権の濫用として非難、一気に政治問題化した。
これらの政治の混迷は、上述のように、議会勢力図が三党鼎立のまま一党が単独内閣を組織しているという構造的な問題が原因であり、本来は早急に解散総選挙に踏み切って均衡を打破するのが常道である。しかし当時の憲政会は、加藤前総裁の死去によって、三菱財閥（加藤の姻族）からの政治献金が減少していたことにより金欠状態にあり、選挙資金を賄えないという問題があった。また、憲政会を攻める政本両党も、選挙の必勝は期せず、直ちに選挙に臨むのは避けたいのが本音であった。
12月に入り通常議会を前にして対決ムードは高まったが、12月25日に大正天皇が崩御、皇太子裕仁親王（昭和天皇）の践祚により元号が「昭和」と改まる。先帝（大正天皇）の諒闇に入ったことを口実に、三党幹部の間で一時妥協のムードが高まる。
1927年1月20日、内閣不信任案の提出と同時に議会は停会され、予め段取りづけられた若槻・田中・床次の三総裁会談、妥協が成立し、不信任案は取り下げられた。
2月に入ると、若槻内閣以降の政権を巡って、政権を切り盛りする安達謙藏逓相が政友本党と再び連携を取り、夏頃をめどに、床次首班による憲本連立政権の樹立を巡って、密談を重ねる。しかし3月になると、"若槻首相が6月に辞職する"と報道ですっぱ抜かれた。若槻首相は報道を全否定したことから、"嘘つき礼次郎"と、ありがたくないあだ名で呼ばれることとなった。
会期末の3月、震災手形関連二法の審議の最中の3月14日、片岡蔵相の議会発言から東京渡辺銀行の取り付け騒ぎが発生（昭和金融恐慌）。取り付け騒ぎは日本銀行の非常貸出で沈静、二法は政友会の反対に遭いながらも23日に成立、26日に議会は閉会する。
ところが4月に入ると、台湾銀行の不良債権問題が発生。日銀は台銀への追加貸出を行うにあたり、政府保証を求める。政府保証には議会の承認が必要だが、議会は閉じられた直後であり、また議会を開いても同意を得られる見込みのなかった若槻内閣は、枢密院による緊急勅令をもって乗り切ろうとする。しかし、枢密院は若槻内閣の言い分を憲法違反とみなして、19対11で否決。政権継続の目途が立たなくなった若槻内閣は総辞職した。これは枢密院によって内閣が倒れた唯一の例である。
後継の首相には、野党第一党・立憲政友会の田中義一総裁が就任する。